# Saint-Just-Chaleyssin
Saint-Just-Chaleyssin település Franciaországban, Isère megyében. Lakosainak száma 2678 fő (2022. január 1.). Saint-Just-Chaleyssin Luzinay, Oytier-Saint-Oblas, Septème és Valencin községekkel határos.

## Népesség
A település népessége az elmúlt években az alábbi módon változott:
| Lakosok száma | 658  | 1527 | 1848 | 2402 | 2421 | 2468 | 2568 | 2656 | 2682 | 2678 |
|               | 1968 | 1982 | 1990 | 2006 | 2013 | 2015 | 2017 | 2019 | 2020 | 2022 |